# Børge Bak
Børge Bak (31 de diciembre de 1912 – 22 de febrero de 1990), Caballero de la Orden de Dannebrog de primera clase, fue un erudito danés, inventor, violinista, químico y profesor de espectroscopia molecular en la Universidad de Copenhague, conocido por sus primeras contribuciones al campo de la espectroscopia molecular. Bak viajó mucho como profesor visitante, incluso a la Universidad de California, Berkeley (1969), la Universidad de Columbia en la ciudad de Nueva York y la Universidad de Bolonia (1976). Fue uno de los nominadores del Comité Nobel de Química y desempeñó un papel decisivo en la concesión del Premio Nobel de Química de 1991 a Richard R. Ernst por sus "contribuciones al desarrollo de la metodología de espectroscopia de resonancia magnética nuclear (RMN) de alta resolución".
Bak recibió en 1957 el premio de la Fundación Esso a la investigación científica técnica más destacada, y fue elegido miembro de la Real Academia Danesa de Ciencias en 1958.

## Biografía
Bak se licenció en la Universidad de Copenhague en matemáticas, física, química y astronomía, especializándose en química orgánica. Inmediatamente después de su graduación, Bak trabajó como ayudante de investigación en el Departamento de Química de la Universidad, donde colaboró estrechamente con el renombrado químico orgánico Einar Biilmann y el espectroscopista Alex Langseth; y justo la unión de la espectroscopia y la química orgánica sintética constituyó la base del posterior trabajo científico de Bak.
La contribución de Bak a este campo comenzó pronto con su premiada presentación a la convocatoria de trabajos de la Universidad de Copenhague sobre el tema de los elementos químicos orgánicos, que le valió la Medalla de Oro. Bak continuó desarrollando este trabajo en su tesis doctoral "El potencial molecular interno", que sirvió de precursor de numerosos tratados sobre dinámica molecular, la base teórica para la comprensión de los espectros de vibración y rotación moleculares. Se le concedió el doctorado en 1943.
Poco después de la Segunda Guerra Mundial, Bak viajó a Berkeley, California (1946-47), donde, en colaboración con W. D. Gwinn, construyó el primer espectrógrafo de microondas, un instrumento que pudo realizarse gracias a componentes desarrollados originalmente para su uso en sistemas de radar avanzados en tiempos de guerra (oscilador Klystrón). Este trabajo implicaba una cantidad considerable de electrónica de tubo de vacío y la manipulación de la radiación de microondas. Al principio se intentó detectar la absorción en largas longitudes de guía de ondas, pero poco después se desarrolló la modulación Stark y unas guías de ondas especiales que contenían un electrodo permitieron la transmisión de microondas.
Bak pudo repetir este logro pionero a su regreso a Copenhague, donde estableció un laboratorio de renombre mundial en el Instituto H.C. Ørsted de la Universidad de Copenhague. En los años siguientes, los estudiantes y colegas de Bak produjeron más de 300 trabajos y publicaciones con determinaciones precisas de la geometría molecular a partir de espectros de microondas basados en la espectroscopia infrarroja, la espectroscopia Raman, la espectroscopia de microondas y la espectroscopia de radiación magnética nuclear Estas primeras mediciones y resultados se complementaron con el trabajo de Bak con cálculos de química cuántica de pequeñas estructuras moleculares. La combinación de estos trabajos constituyó la base de gran parte de nuestros conocimientos actuales en este campo. Lo más inusual dentro del campo de la espectroscopia es que la rama de investigación de Bak fomentó -como una de las primeras en la química- la interacción entre expertos de disciplinas tan diversas como la química cuántica, la física química, la construcción de aparatos y la electrónica. Además de sus principales intereses de investigación, Bak también publicó y continuó investigando temas relacionados, como la espectroscopia infrarroja, la espectroscopia de resonancia magnética nuclear (en la que fue pionero danés) y los espectros de los productos volátiles de pirólisis, que más tarde resultaron ser de especial importancia para la química y la astroquímica.

## Reputación
El químico danés y premio Jorck, Kjeld Rasmussen, describió su visión de Bak en su despedida de la Universidad de Copenhague: "Mi ocupación con la espectroscopia infrarroja me llevó a enseñar Espectroscopia Molecular. Lo hice en colaboración con el Néstor de esta materia en Dinamarca, Børge Bak, que era profesor de la Universidad de Copenhague y profesor externo de la Polyteknisk Læreanstalt, que es el antiguo nombre de la Universidad Técnica. Børge Bak se retiró, al estar enfermo, y pronto me hice cargo de la enseñanza, al principio con Bak como censor. Fue duro, tanto para mí como para los estudiantes".

## Actividades en tiempo de guerra
Børge Bak fue un miembro activo de la Resistencia danesa, trabajando abiertamente como bombero voluntario para recoger documentos y material secreto tras los atentados organizados.

## Afiliaciones
- La Real Academia Danesa de Ciencias (1958)
- La Academia Danesa de Ciencias Técnicas (1961)
- La Real Sociedad Fisiográfica de Suecia, Lund (1969)
- La Real Academia Sueca de Ciencias (1974)[13]
- Academia Noruega de Ciencias y Letras (1975)

## Honores, condecoraciones, premios y distinciones
- Nominador de la Academia Sueca para la propuesta del Premio Nobel de Química[14]
- Caballero de Dannebrog de primera clase
- Caballero de Dannebrog
- Fundador de la Sociedad Danesa de Espectroscopia Molecular "Dansk Forening for Molekylspektroskopi" (1954)[15]
- Premio Esso (1957)[8]